# Бас (когномен)
Вижте пояснителната страница за други значения на Бас.
Бас (на латински: Bassus) e когномен на римските политици:
- Публий Вентидий Бас, суфектконсул 43 пр.н.е., близък на Гай Юлий Цезар и офицер на Марк Антоний
- Ауфидий Бас или (Алфидий Бас), историк 1 век.
- Цезий Бас, римски поет по времето на Нерон
- Секст Луцилий Бас, управител на Юдея 71 – 73/74 г.
- Луций Флавий Силва Ноний Бас, управител на Юдея 73/74 – 81 г., консул 81 г.
- Гай Юлий Квадрат Бас, суфектконсул 105 г.
- Гай Юлий Бас, консул 139 г.
- Квинт Ялий Бас, суфектконсул 158 г.
- Марк Ялий Бас Фабий Валериан, суфектконсул 160 г., управител на провинция Долна Мизия 163 – 164 г.
- Гай Помпоний Бас Теренциан, суфектконсул 193 г.
- Помпоний Бас (консул 211 г.), консул 211, легат на Мизия 212 – 217 г.
- Помпоний Бас (консул 259 г.), консул 259 и 271 г.
- Бас (консул 284 г.), суфектконсул 284 г.
- Марк Магрий Бас, консул 289 г.
- Цезоний Бас, консул 317 г.
- Септимий Бас, praefectus urbi на Рим 317 – 319 г.
- Луций Валерий Септимий Бас, praefectus urbi на Рим 379 или 383 г.
- Валерий Аделфий Бас, консул (vir consularis и consul. Venet.) 383 или 392 г.
- Аниций Авхений Бас, консул 408 г.